# Zombie King
Zombie King, auch Zombie King and the Legion of Doom (Original: Zombie Beach Party, bzw. Enter… Zombie King!) ist ein kanadischer Low-Budget-Independentfilm von Regisseur Stacey Case. Die Direct-to-Video-Produktion wurde am 7. Juli 2003 in Kanada veröffentlicht, der deutsche DVD-Erscheinungstermin war der 19. Dezember 2006.
Der comichaft inszenierte Film handelt von einer maskierten Truppe mexikanischer Ringkämpfer, den Luchadores, die es mit einem Schurken und einer Bande von Untoten aufnehmen und diese letztlich in einem Endkampf Gut gegen Böse besiegen. Zombies sind hier nur eine Randerscheinung, die ihren niederen Instinkten folgend ihrer Gier nach Fleisch nachgehen. Alle Hauptfiguren in diesem Film, von einem Bösewicht abgesehen, agieren lediglich mit mexikanischen Wrestlingmasken, die sie während der gesamten Lauflänge nicht ablegen. Des Weiteren werden die Protagonisten lediglich mit ihrem Künstlernamen wie „Ulysses“ angesprochen.

## Handlung
Die Handlung spielt in einer surrealen Parallelwelt, die trotz Temperaturen jenseits der 30 Grad Celsius unter einer Schneedecke versinkt und in der Wrestler nationale Helden und berühmte Megastars sind. In diesem Szenario sind Zombies etwas alltägliches, sie werden allerdings nicht in Wohngebieten geduldet und daher vertrieben. Von der Gesellschaft unbemerkt, plant ein untoter Ex-Ringkämpfer, „Zombie King“ genannt, mit seinen finsteren Helfern Zombieblut ins städtische Trinkwassernetz einzuleiten, um breite Bevölkerungsschichten zu verseuchen. Die daraus resultierenden Unruhen möchte der Kranke für seinen verwegenen Plan nutzen, die Weltherrschaft an sich zu reißen. Zu diesem Zweck experimentiert seine Untergebene „French Vixen“ mit Hybriden aus Menschen und Zombies. Der Schurke hält sich außerdem Heerscharen von Untoten, die ihm bei seinem Unterfangen behilflich sein sollen. Diese Kreaturen lösen allerdings in unregelmäßigen Abständen blutige Massaker bei den Anwohnern aus.
Der bekannte und philosophierende Wrestlingchampion „Ulysses“, der eine Maske trägt, die der US-amerikanischen Flagge nachempfunden ist, besucht das befreundete Geschwisterpaar „Mercedes“ und „Blue Saint“ in deren Heimatort, einer kleinen Ortschaft direkt am Meer. Während seiner Anreise erfährt er von einer neuartigen Wrestlingshow seines rebellischen Jugendfreundes und Konkurrenten „Tiki“, der vorgibt als Attraktion in eine stählerne Kampfarena gegen echte Zombies in den Ring zu steigen. In Wirklichkeit ist es ihm heimlich gelungen erstmals blutrünstige Zombies zu zähmen und diese zu fähigen Schaukämpfern auszubilden. Ulysses will mit dem befreundeten Geschwisterpaar Tikis Show-Einlage verhindern, da er die Situation für gefährlich erachtet und Übergriffe auf das Publikum befürchtet. Am Abend der Veranstaltung machen bösartige, frei herumlaufende Untote die Gegend unsicher und töten eine unschuldige, lesbische Frau. Ulysses fühlt sich zunächst bestätigt. Der Verdacht fällt sofort auf Tikis domestizierte Zombies, der Beschuldigte streitet allerdings jegliche Tatbeteiligung ab, beteuert abermals seine Unschuld und reist übereilt ab. Ulysses wittert eine Verschwörung und bittet seinen mysteriösen Kumpel „Mister X“ um Hilfe, der auch binnen kürzester Zeit anreist.
Tiki gilt als Verantwortlicher in diesem sonderbaren Mordfall, genauere Untersuchungen in Kooperation mit dem Hauptverdächtigen führen allerdings zu der Erkenntnis, dass es sich nicht um Tikis halbzahme Zombies handelt, sondern um finstere Individuen des geheimnisvollen Antonino aka Zombie King. Ulysses’ Erzfeind nutzt diese mordlüsternen Bestien um seine angestrebte Weltherrschaft zu erreichen. Unter Ulysses Führung dringt schließlich eine mehrköpfige Wrestlingtruppe in Zombie Kings Hauptquartier ein. Mehrere teils brutale Kampfhandlungen nehmen ihren Lauf. Den Eindringlingen gelingt es am Ende des Films neben einigen lebenden Toten auch den Zombie King zu eliminieren. Die verbliebenen, herrenlosen Zombies werden von Tiki im Eilverfahren gezähmt, so dass diese ein fester Bestandteil einer neuen Gesellschaftsform werden.

## Kritiken
Das Lexikon des internationalen Films schrieb, der Film sei eine „Ansammlung von Absurditäten“, die sich selbstironisch gäbe, jedoch nicht mehr „als eine unausgegorene ‚Trash‘-Mischung“ sei.